# 무릇
무릇(학명: Scilla scilloides)은 비짜루과(아스파라거스과)에 딸린 여러해살이풀이다. 한국 원산이며 일본과 중국에도 서식한다. 물구, 물굿, 물구지라고도 부른다.
충청남도의 무릇이 맛의 방주에 등재되어 있다.

## 생태
볕이 좋은 산기슭이나 들에서 무리지어 자란다. 꽃줄기의 높이는 약 20~50 센티미터이다. 잎은 2개씩 나는데 길이 10~30 센티미터, 너비 4~6 밀리미터 정도로 길쭉하다. 봄과 가을 두 차례 난다. 7~9월에 줄기 끝에 조그맣고 분홍색인 꽃이 총상꽃차례를 이루어 핀다. 꽃차례의 길이는 10 센티미터 남짓이며 수술 6개, 암술 1개이다. 열매는 9~10월경에 맺으며 길이 4~5 밀리미터 되는 공 모양 삭과이다.
품종으로 흰무릇(Scilla scilloides for. albiflora Y.N.Lee)이 있다.

## 쓰임새
비늘줄기(인경)와 어린 잎을 조려 먹는다. 한방에서 비늘줄기를 면조아(綿棗兒)라고 하여 요통 ,활혈 해독, 외용으로 타박상, 근골통, 유옹, 소종 등에 처방하는 약으로 쓴다.

## 관리 및 번식법
관리법 : 양지바르고 물 빠짐이 좋은 화단에 심고 물은 1~2일 간격으로 준다.
번식법 : 9~10월에 익은 종자를 가을이나 이듬해 봄 화분이나 화단에 뿌리고, 비늘줄기를 여러 개로 나누어 모래에 심는다. 해마다 많은 비늘줄기가 생기기 때문에 따로 분리해도 좋다.

## 사진

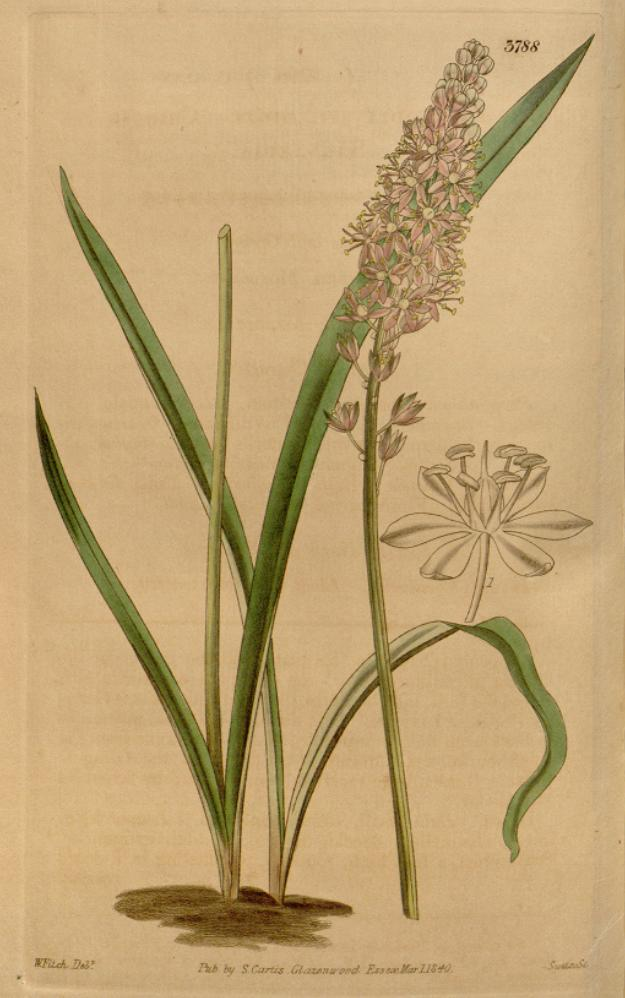
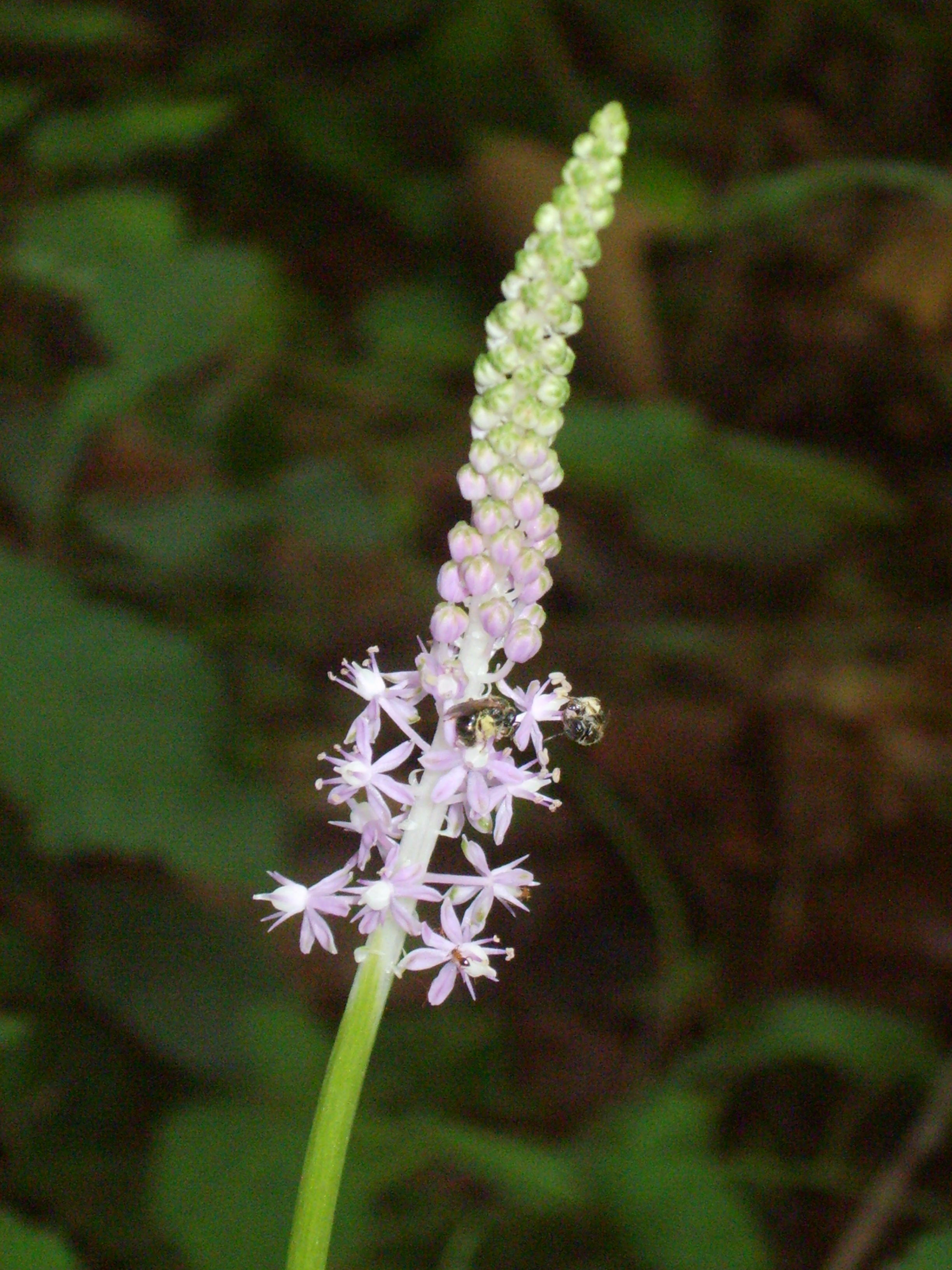
아직 덜 핀 꽃봉오리

## 참고 자료
- 기청산식물원 부설 한국생태조경연구소, 《우리꽃 참 좋을씨고》(얼과알, 2001) ISBN 89-5529-032-2
- 고경식·김윤식, 《원색한국식물도감》(아카데미서적, 1988)